# Elena Nikitina
Elena Valeryevna Nikitina (em russo, Елена Валерьевна Никитина: Moscou, 2 de outubro de 1982) é uma piloto de skeleton russa.
Nikitina conquistou uma medalha de bronze olímpica em 2014, mas em 22 de novembro de 2017 foi desclassificada após violações de doping. No entanto o Tribunal Arbitral do Esporte anulou essa decisão em 1 de fevereiro de 2018 e retornou a medalha.